# Яків Гогебашвілі

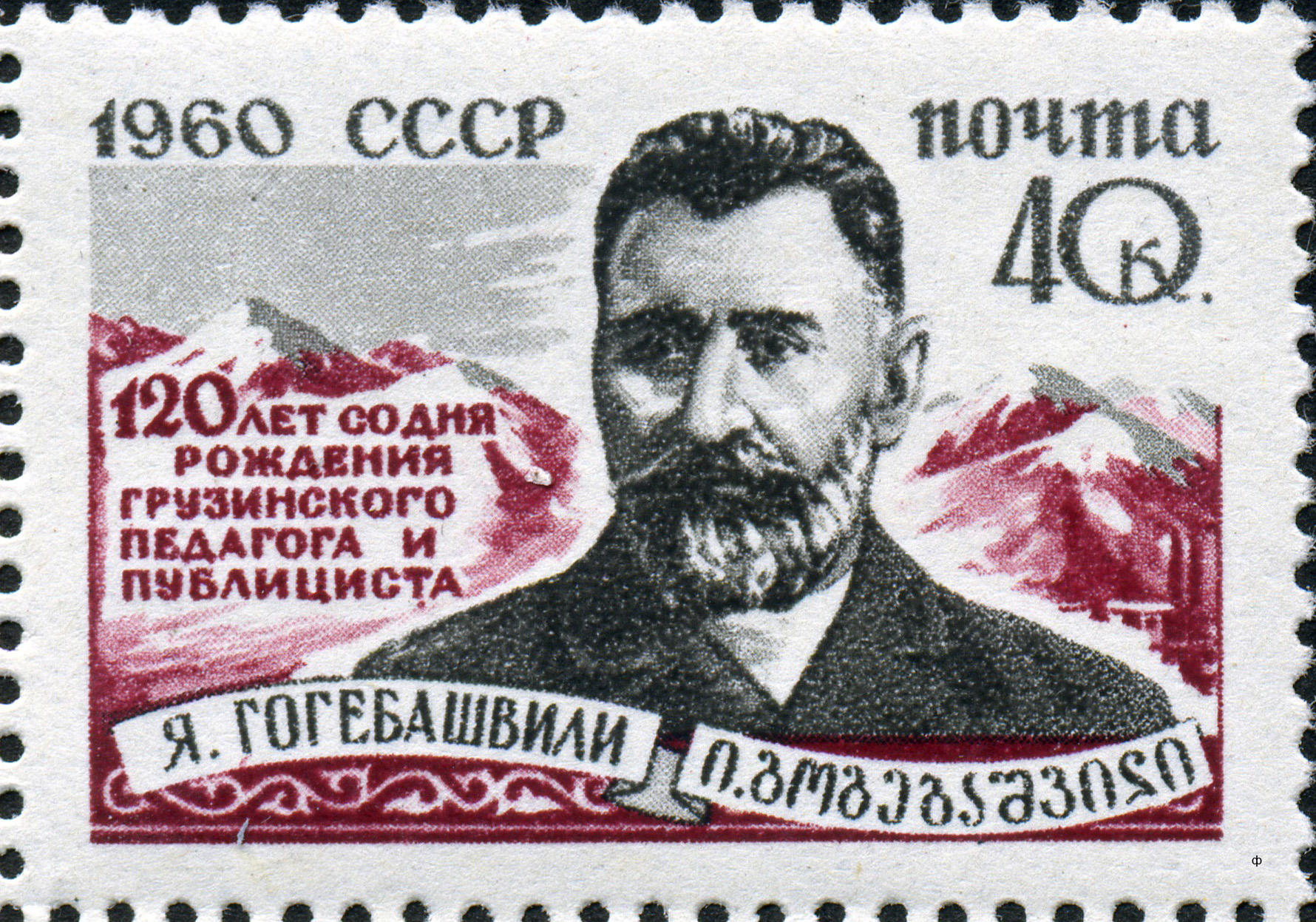
Поштова марка СРСР, 1960 рік

Яків (Іакоб) Гогебашвілі (груз. იაკობ სიმონის ძე გოგებაშვილი; нар. 15 (27) жовтня 1840, Варіані, Тифліська губернія — пом. 1 (14) червня 1912, Тифліс, Тифліська губернія) — грузинський педагог, дитячий письменник і журналіст, його вважають засновником наукової педагогіки в Грузії.
Відомий своїм віртуозно складеним букварем для дітей «Деда ена» (груз. დედა ენა — «Рідна мова»), який в оновленому вигляді і донині є навчальним посібником у грузинських школах. З 1880 року кожен грузин вчився читати і писати рідною мовою за допомогою букваря Гогебашвілі.

## Життєпис

### Ранні роки та освіта
Яків Гогебашвілі народився в селі Варіані поблизу Горі (Грузія) у бідній родині священика Симона Гогебашвілі 15 (27) жовтня 1840 року. До дев'яти років отримував домашнє виховання під керівництвом батька.
Навчався у духовному училищі в Горі та з 1849 року у Тифліській духовній семінарії, а потім вступив до духовної академії в Києві 1861 року . Одночасно він відвідував лекції з природничих наук у Київському університеті, де познайомився з політичними ідеями російських революціонерів, таких як Герцен, Бєлінський і Чернишевський. Проте, на відміну від багатьох сучасних йому грузинських студентів, він не підпав під вплив російських радикалів. Більший вплив на становлення Іакоба Гогебашвілі зробила духовна семінарія.

### Повернення до Грузії
1863 року він повернувся до Грузії через хворобу та почав викладати арифметику та географію в Тифліській духовній семінарії, а пізніше став її інспектором.
Гогебашвілі був активним учасником національно-ліберального руху і групи «Пірвелі Дасі». Його ім'я ставлять в один ряд з іменами Іллі Чавчавадзе та Акакія Церетелі. Квартира Гогебашвілі, відвідувана студентами семінарії, незабаром стала притулком для обговорення заборонених тем мистецтва і політики. Його активна позиція привела до того, що 1874 року Гогебашвілі звільнили за наказом священного Синоду, і з того часу він не займав державних посад. Його звинуватили в політичному дворушництві, сепаратизмі та пропаганді атеїзму, лібералізму і радикалізму серед учнів.

### Просвітницька діяльність
Після цього Гогебашвілі присвятив всі свої сили поширенню освіти серед співвітчизників. 1879 року він допоміг заснувати Товариство з розповсюдження грамотності серед грузинів. Гогебашвілі боровся з русифікацією, зупинив процес ерозії грузинської мови, чий статус він порівнював із «нещасним підкидьком, позбавленим всіх турбот і захисту». Гогебашвілі швидко заробив авторитет серед інтелігенції та став соратником Іллі Чавчавадзе, який очолював рух за національне відродження грузинської нації.
Найбільш відомий твір Гогебашвілі — буквар «Деда ена», вперше опублікований 1876 року. Буквар неодноразово перевидавали, оновлювати та змінювали, і згодом він став еталоном букваря грузинською мовою.
Крім букваря, Якоб Гогебашвілі подарував дітям ще дві великі книги: «Ключ до природи» та «Російське слово». Перекладав грузинською мовою розповіді Льва Толстого, Костянтина Ушинського та інших. Брав участь у створенні першого дитячого журналу. Написав безліч оповідань.
З актуальних суспільних проблем своєї епохи Якоб Гогебашвілі вважав першочерговим національну проблему. Як він казав, «це пояснюється тією обставиною, що наше національне положення більш небезпечне, аніж економічне. Національна сторона нашого існування була болючою і турбувала нас сильніше, ніж соціальна».

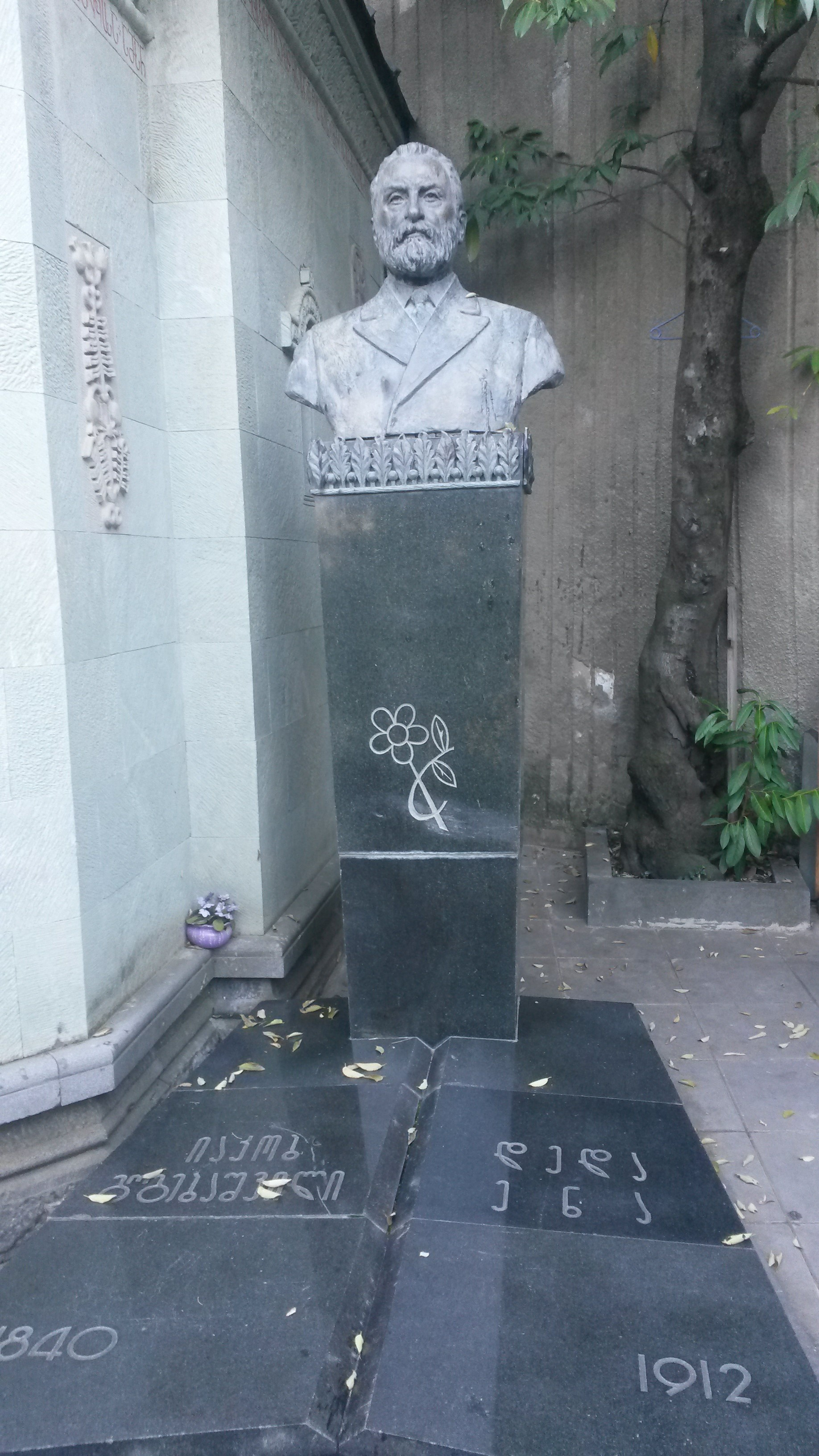
Пам'ятник на могилі Якова Гогебашвілі в пантеоні Мтацмінда

Помер Яків Гогебашвілі 1 (14) червня 1912 року в Тбілісі. 1940 року його прах перепоховали в пантеоні Мтацмінда.

## Пам'ять

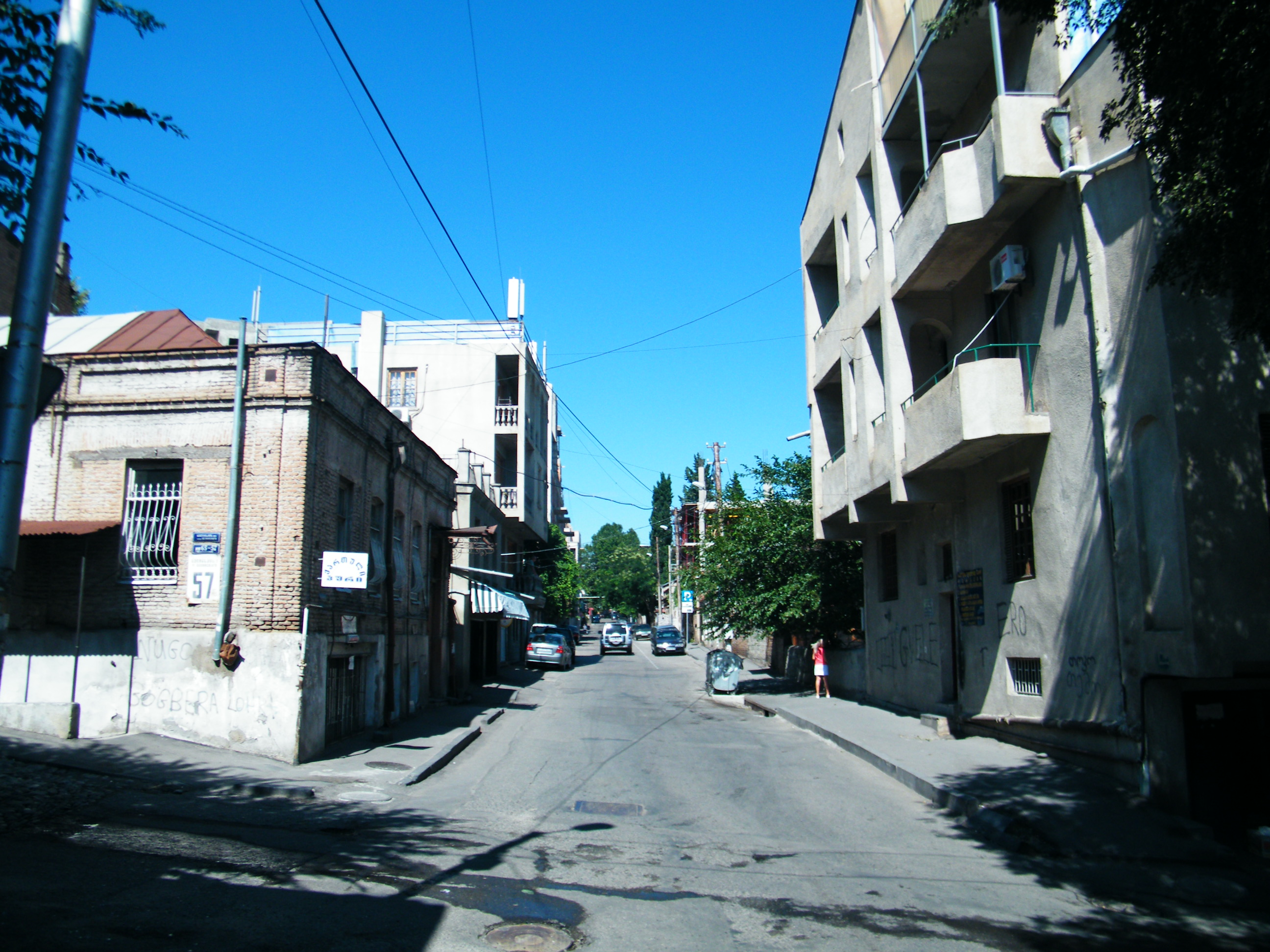
Вулиця Гогебашвілі в Тбілісі

- Урядом Грузинської РСР 1960 року заснували медаль ім. Гогебашвілі, якою нагороджують діячів педагогічної науки та народної освіти.
- 1960 року випустили поштову марку СРСР, присвячену Гогебашвілі.
- Телавський державний педагогічний інститут імені Я. Гогебашвілі.
- Ім'я Гогебашвілі носить вулиця в Тбілісі.
- З 1969 року проводять республіканське свято знань «Якобоба».